# Kampo
Kampo je tradicionalna japonska medicina, ki holistično pristopa k skrbi za zdravje. Po slovenski zakonodaji jo uvrščamo med zdravilstvo. Beseda kampo izhaja iz kitajske besede Kan (han), kar pomeni »iz Kitajske« ter po (ho), kar pomeni »pot«. 

## Bistvo
Korenine kampa izhajajo iz tradicionalne kitajske medicine, samostojno pa se je razvil v 5. ali 6. stoletju našega štetja. Od takrat so Japonci ustvarjali lasten svoj sistem zdravilnih rastlin in diagnoz. Kampo medicina je postala tradicionalna japonska medicina ter tudi del japonske kulture. Uporablja večino kitajskih pristopov, kot je akupunktura, primarno pa se poslužuje zdravilnih rastlin.
Izvajalci kampa so na Japonskem ustvarili sistematično in znanstveno metodologijo za zdravljenje. Metodologija kampa se razlikuje od zahodne medicine po osnovnem pristopu k bolezni. Zahodna medicina teži k preprostemu postavljanju diagnoze na podlagi patogenov in zdravljenju bolezni z izločevanjem patogenov.
V kampu pa tradicionalni zdravniki menijo, da zdravstvene težave izhajajo iz odstopanj od naravnega telesnega ravnovesja. Terapija temelji na vzpostavljanju tega ravnovesja. Poudarek je na ponovnem pridobivanju stabilnosti in homeostaze.
Kampo je temeljit pristop, ki sega preko fizičnih vzrokov v diagnosticiranju in zdravljenju zdravstvenih težav. Tradicionalni zdravniki težijo k bolj pozornemu pristopu do pacienta kot njihovi zahodni kolegi in posegajo po pacientovem lastnem zaznavanju simptomov bolezni. Izvajalci kampa smatrajo, da je dialog s pacientom pomembnejši kot rezultati testov z diagnostičnimi instrumenti in reagenti.
Glede na pacientov način življenja in individualno konstitucijo po tehtnem premisleku tradicionalni zdravnik predpiše najustreznejše kampo zdravilo.

## Zdravljenje s kampo medicino
Kampo medicina je primerna za zdravljenje stanj, ki jih povzročijo kronične bolezni, bolezni povezane z načinom življenja (predvsem pri starejših), za zdravljenje alergij, ki jih povzroči pretiran imunski odgovor in za zdravljenje nervoznih stanj ter stanj, ki nastanejo zaradi hormonskega neravnovesja (predmenstrualni sindrom ) ali psiholoških faktorjev, kot je stres. Kampo zdravila so učinkovita pri bronhialni astmi, kroničnem gastritisu, izgubi apetita, sindromu razdražljivega črevesja, revmatizmu, nevralgiji in ulkusu. Uporabljajo se tudi za lajšanje depresij in različnih drugih simptomov, ki se pojavijo po kapi, diabetični nevropatiji, simptomov hipertiroidizma in atopičnega dermatitisa.
Nasprotno pa so antibiotiki ali pa kirurške tehnike v zahodni medicini veliko bolj učinkovite pri zdravljenju infekcijskih bolezni in malignih tumorjev.
K japonski tradicionalni medicini pa spada tudi tradicionalna japonska masaža shiatsu. Služi sprostitvi in boljšemu počutju, s pritiski s prsti na akupresurne točke izvajalci z natezanjem udov, gnetenjem, sproščanjem zategnjenih mišic in podpiranjem šibkih področij  uravnovešajo telesno energijo. Priporočljiva je pri stresnih čustvenih stanjih, pri sproščanju napetosti in za umirjanje živčnega sistema.
Kampo izdelki
Za kampo izdelke je značilna vsebnost učinkovitih komponent zdravilnih zelišč. Preparati za zdravljenje vsebujejo kombinacijo zdravilnih zelišč, ki so prisotne v naravi (listi, cvetovi, popki, stebla, veje in korenine, pa tudi gobe, minerali in insekti) in so preverjeno učinkovite, vgrajene v obliko, ki je preprosta za uporabo, shranjevanje in transport. Ker uživanje samo ene rastlinske vrste omeji učinkovitost in lahko celo povzroči stranske učinke, so kampo zdravila narejena s kombiniranjem več vrst zdravilnih zelišč, ki ustrezajo določenemu medicinskemu stanju in pacientovi konstituciji. Te kombinacije so se uveljavile na podlagi dolgoletnih izkušenj. Z njihovo uporabo so dosegli obsežne zdravilne učinke in zmanjšali stranske učinke posameznih rastlin.
Danes se v kampu uporablja okoli 200 vrst zdravilnih zelišč, mnoge od njih so užitne rastline. V 14. izdaji Japonske farmakopeje je seznam 165 drog, ki se uporabljajo v tradicionalni medicini. Najbolj pogosto uporabljena zdravilna rastlina je korenina sladkega korena (Glyzyrrhizae radix), ki se pri vodilnem podjetju na Japonskem pojavlja v 94 od 128 izdelkov. Sledita korenika ingverja (Zingiberis rhizoma) in korenina potonike (Paeoniae radix).
Danes je na Japonskem popularna tudi kombuša – čajna goba, ki deluje na konceptu adaptogena. To pomeni, da ni toksična in nima stranskih učinkov, deluje na vse telo in sicer tako, da normalizira procese njegovega delovanja. Kombuša telo varuje pred stresom, podpira imunski sistem, ohranja in obnavlja prirojeno vitalnost in izboljša spanje, zbranost, storilnost ter dobro počutje.

## Kampo danes
Danes je na Japonskem kampo medicina pridružena v Nacionalni sistem skrbi za zdravje. Leta 1967 je Ministrstvo za zdravje, delo in blaginjo odobrilo 4 kampo zdravila, za katere so pacienti pod okriljem Nacionalnega zdravstveno-varstvenega programa dobili povrnjene stroške. Leta 1976 je bilo takih pripravkov že 82. Trenutno jih je 148. Kampo zdravila izdeluje več podjetij. Vendar pa je vsako sestavljeno iz povsem enakih sestavin, pripravljenih s standardiziranimi metodami in nadzorovano s strani Ministrstva. Vodilni podjetji, ki izdelujeta ta zdravila, sta Tsumura in Kanebo.
Veliko vlagajo tudi v raziskave učinkovitosti kampo zdravil. Oktobra 2000 je nacionalna študija pokazala, da 72 % alopatskih zdravnikov predpisuje kampo zdravila.
Narejena je bila študija, kjer so preverjali cenovno učinkovitost kampo zdravil pri zdravljenju različnih simptomov prehlada. Pri zdravljenju z zahodno medicino so spremljali 597 pacientov, pri kampu pa 167. Povprečno število zdravil na pacienta je 2,9 v zahodni medicini in 1,2 v kampu. V zahodni medicini se povprečno pacienti pri prehladu zdravijo 6,7 dni, pri zdravljenju s kampo zdravili pa simptomi izzvenijo v štirih dneh. Povprečen strošek zdravljenja je v zahodni medicini 1357,3 jene na osebo, v kampo medicini pa 484,5 jenov na osebo.
Ugotovljeno je bilo, da pacienti, ki se zdravijo s kampo zdravili, ozdravijo prej, porabijo manj zdravil na osebo in so ta zdravila tudi manjši strošek. Na podlagi te in drugih raziskav so ugotovili, da je kampo medicina ekonomsko ugodnejša kot zahodna medicina.

### Kampo izven Japonske
Drugod kampo prakticirajo predvsem akupunkturisti, izvajalci tradicionalne kitajske medicine, zdravniki naturopati in drugi profesionalci alternativne medicine.